# RSC Cronenberg
El Rollschuh-Club Cronenberg, más conocido como RSC Cronenberg, es un club deportivo del distrito de Cronenberg, en Wuppertal (Alemania), dedicado a la práctica del hockey sobre patines, el patinaje artístico sobre ruedas y el hockey sobre patines en línea, fundado el 7 de agosto de 1954.

## Palmarés
Sección de hockey sobre patines masculina
- 12 Ligas alemanas (1980, 1982, 1984, 1996, 1998, 2001, 2002, 2003, 2005, 2007, 2010, 2011, 2012)
- 9 Copas alemanas (1990, 1992, 1997, 1999, 2001, 2002, 2006, 2008, 2010)

Sección de hockey sobre patines femenina
- 8 Ligas alemanas (1999, 2000, 2002, 2003, 2004, 2005, 2007, 2008)
- 7 Copas alemanas (1996, 1997, 2000, 2003, 2005, 2007, 2008)